# Marek Sapara
Marek Sapara (Györgyi, 1982. július 31. –) szlovák válogatott labdarúgó, jelenleg kölcsönben a Ružomberok játékosa.
A szlovák válogatott tagjaként részt vett a 2010-es világbajnokságon.

## Sikerei, díjai
Ružomberok
- Szlovák bajnok (1): 2005–06
- Szlovák kupagyőztes (1): 2005–06

Rosenborg
- Norvég bajnok (2): 2006, 2009